# Bandad hallonspinnare
Bandad hallonspinnare (Habrosyne pyritoides) är en fjärilsart som beskrevs av Hüfnagel 1767. Bandad hallonspinnare ingår i släktet Habrosyne och familjen sikelvingar. Enligt den finländska rödlistan är arten nära hotad i Finland. Arten är reproducerande i Sverige. Artens livsmiljö är kulturmarker och andra av människan skapade miljöer. Inga underarter finns listade i Catalogue of Life.

## Bildgalleri

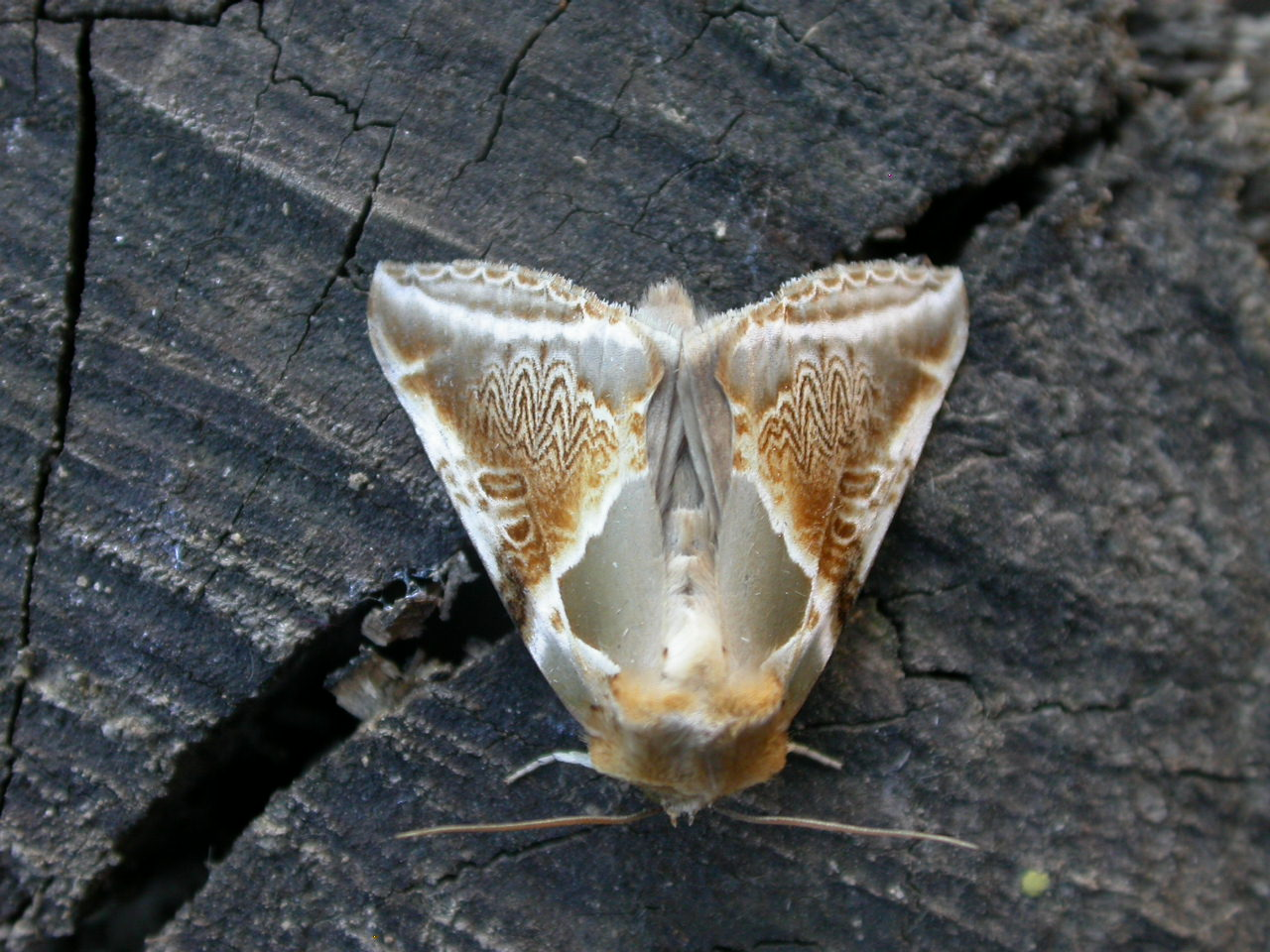
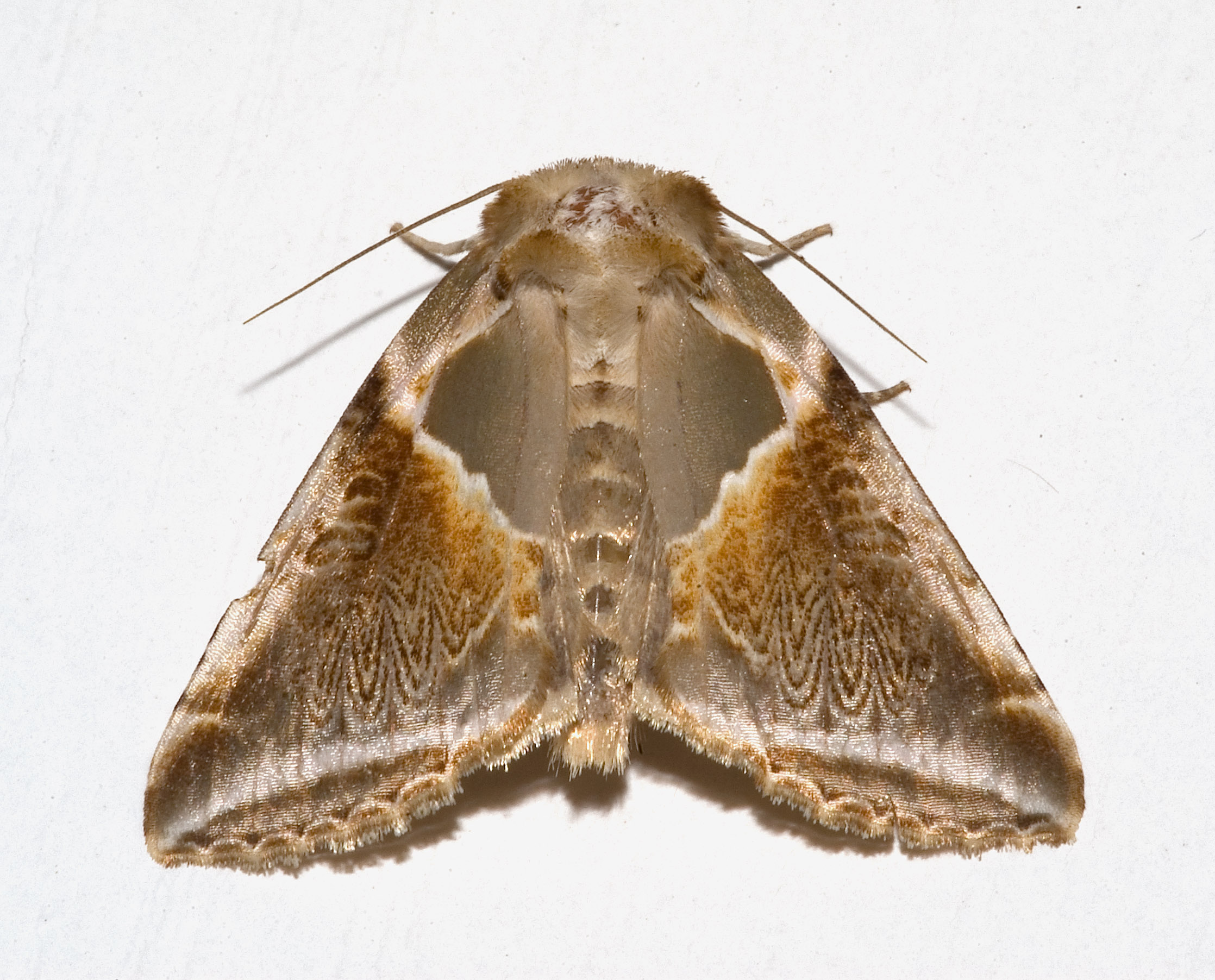
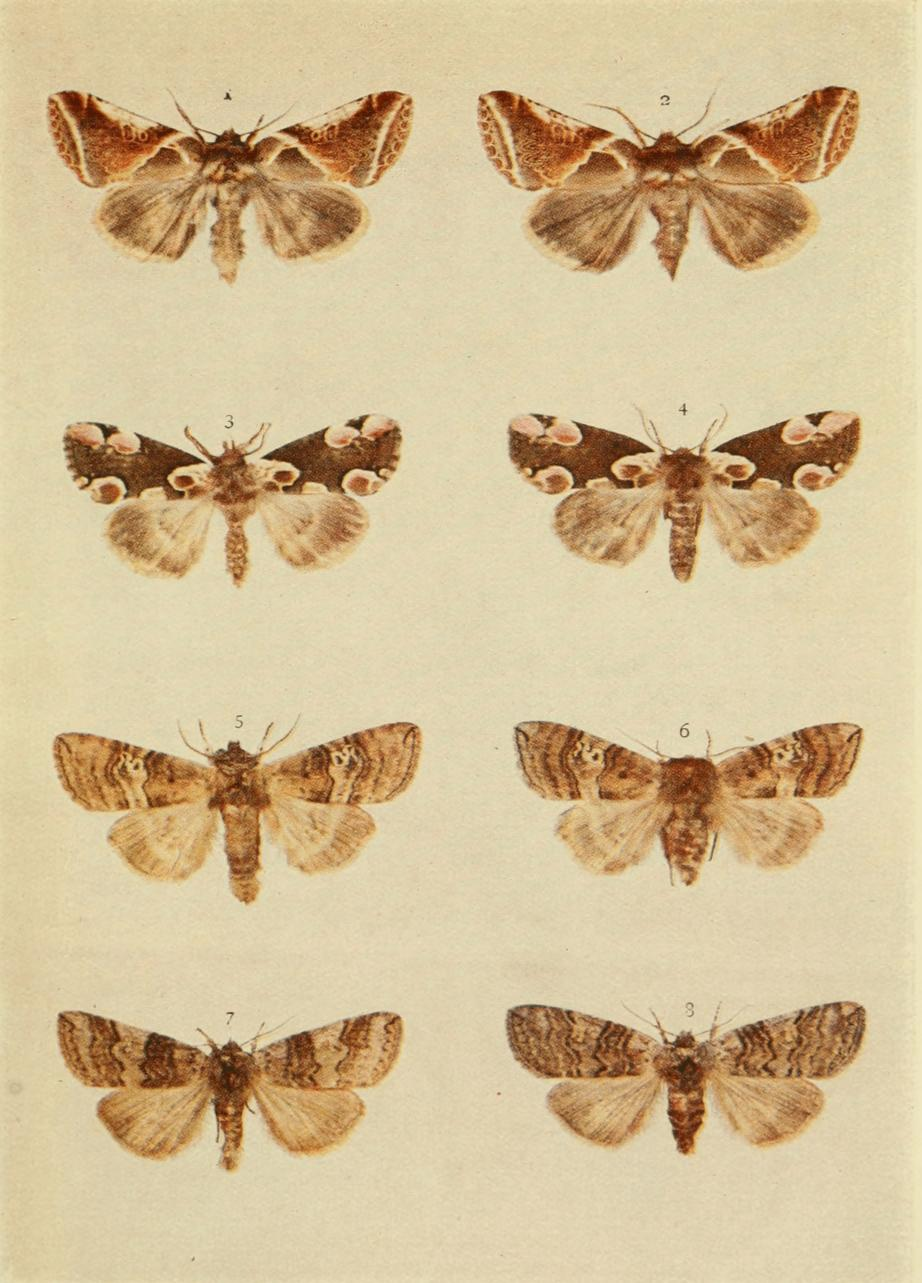
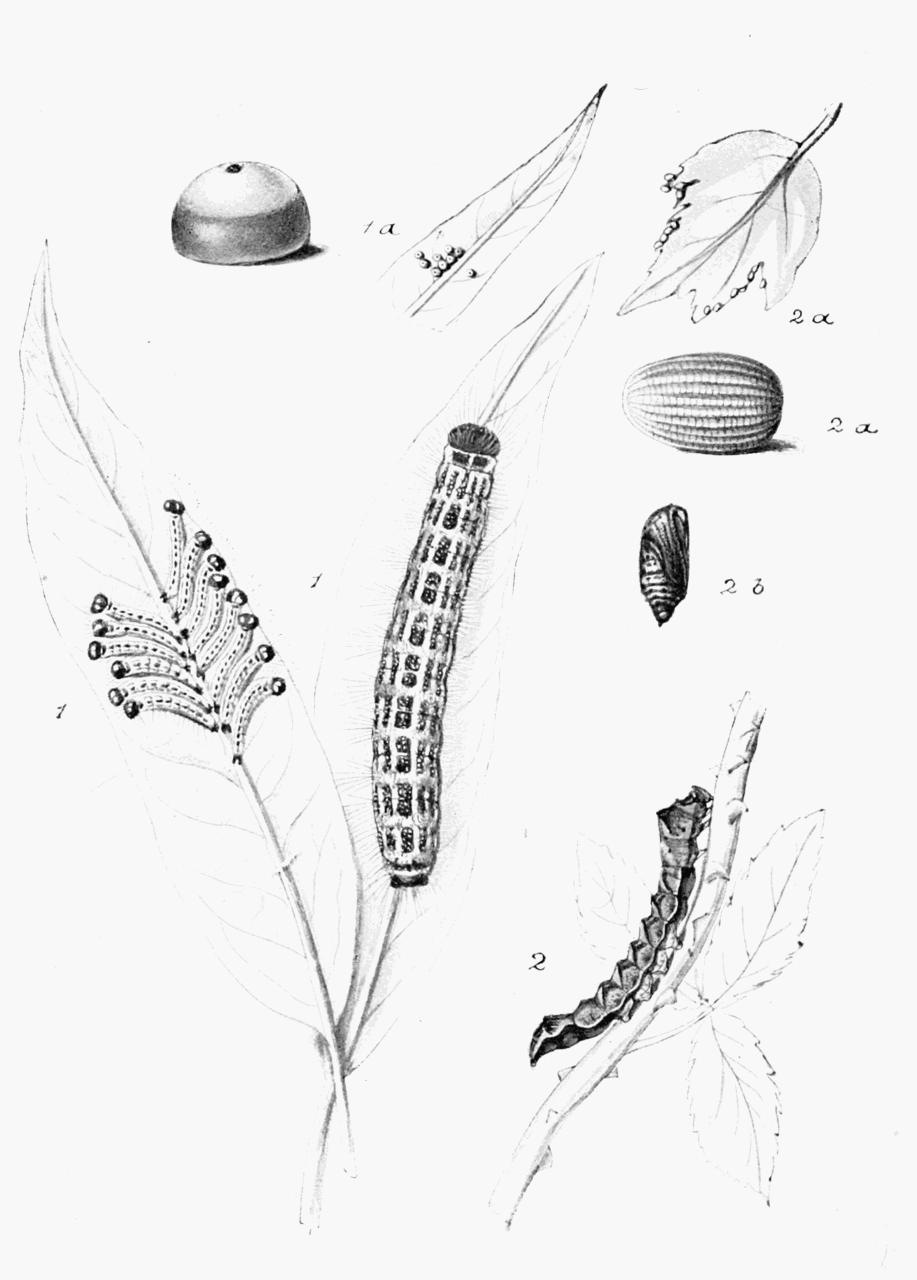
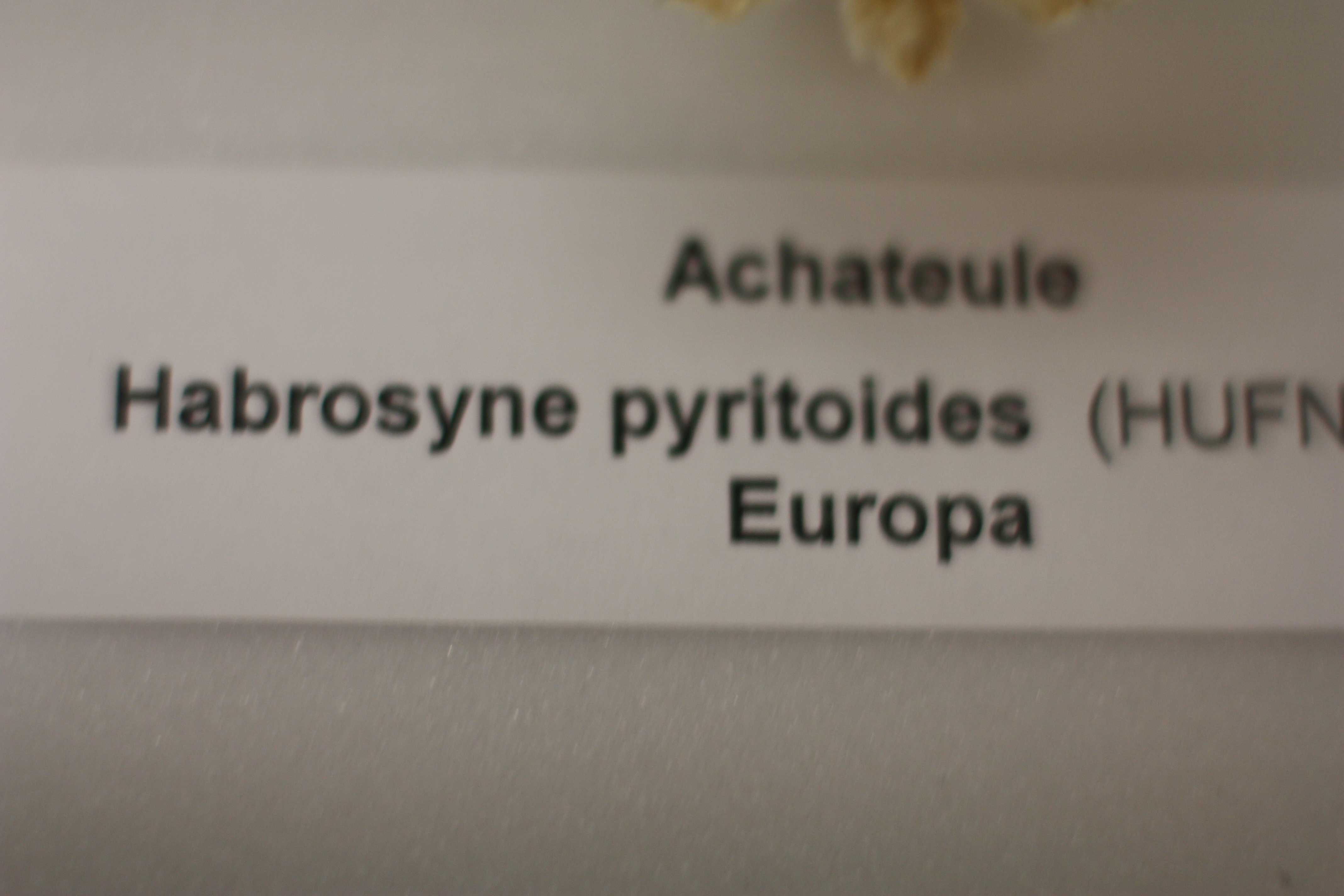
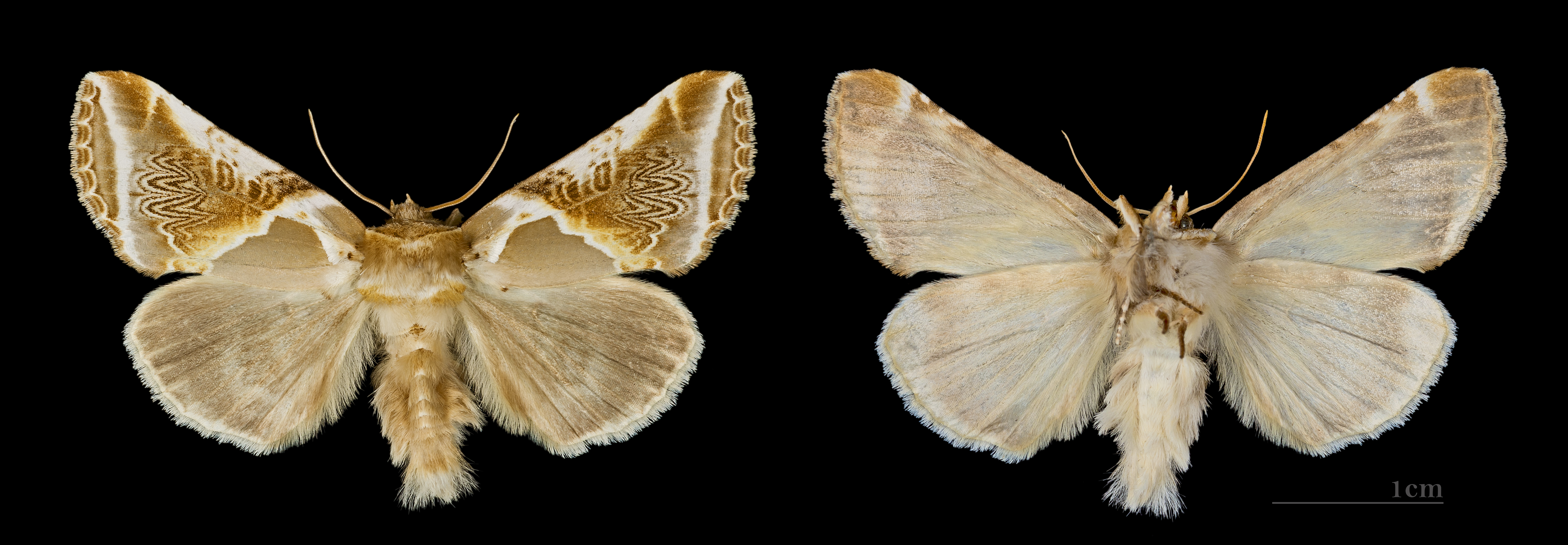

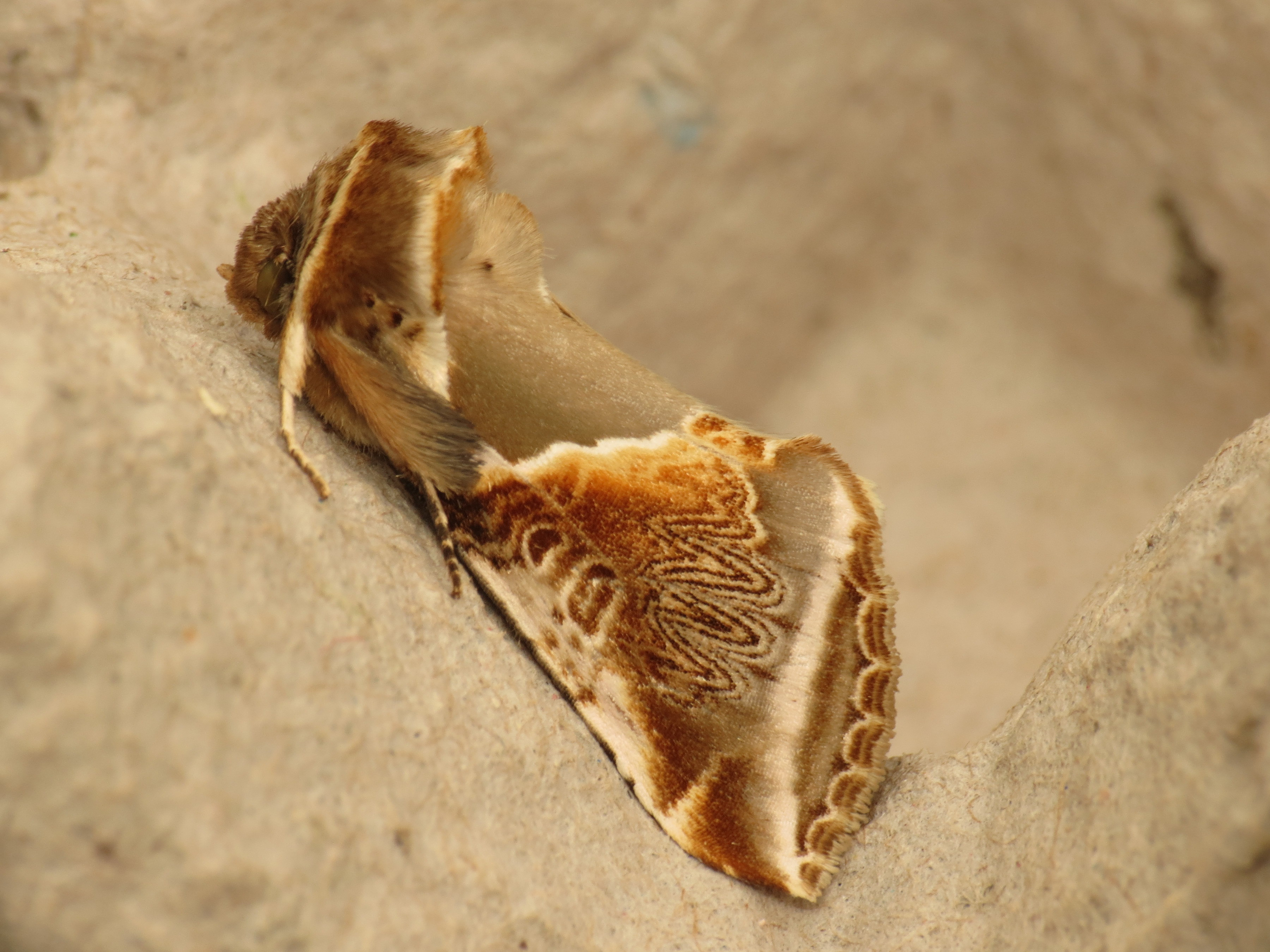
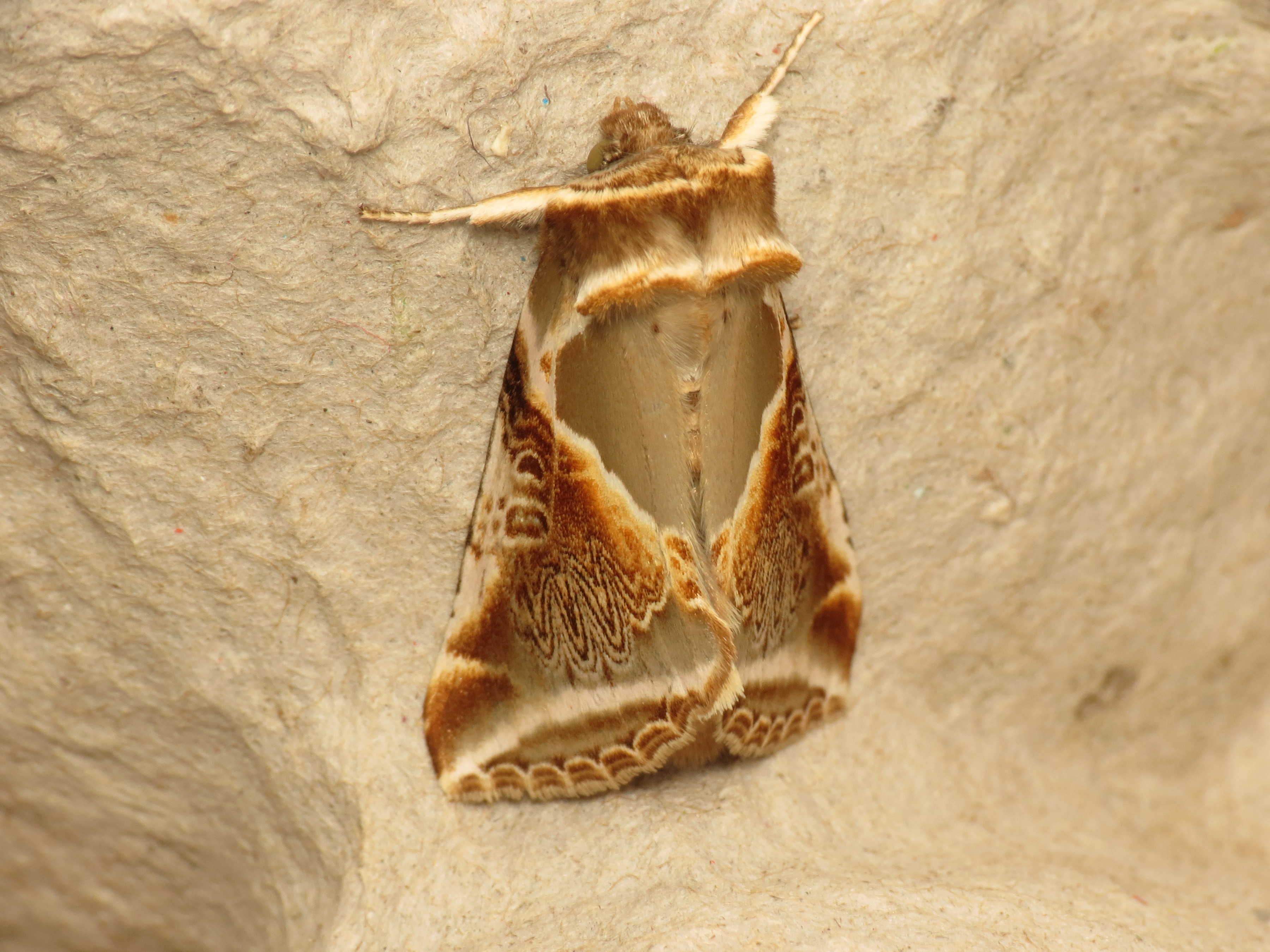
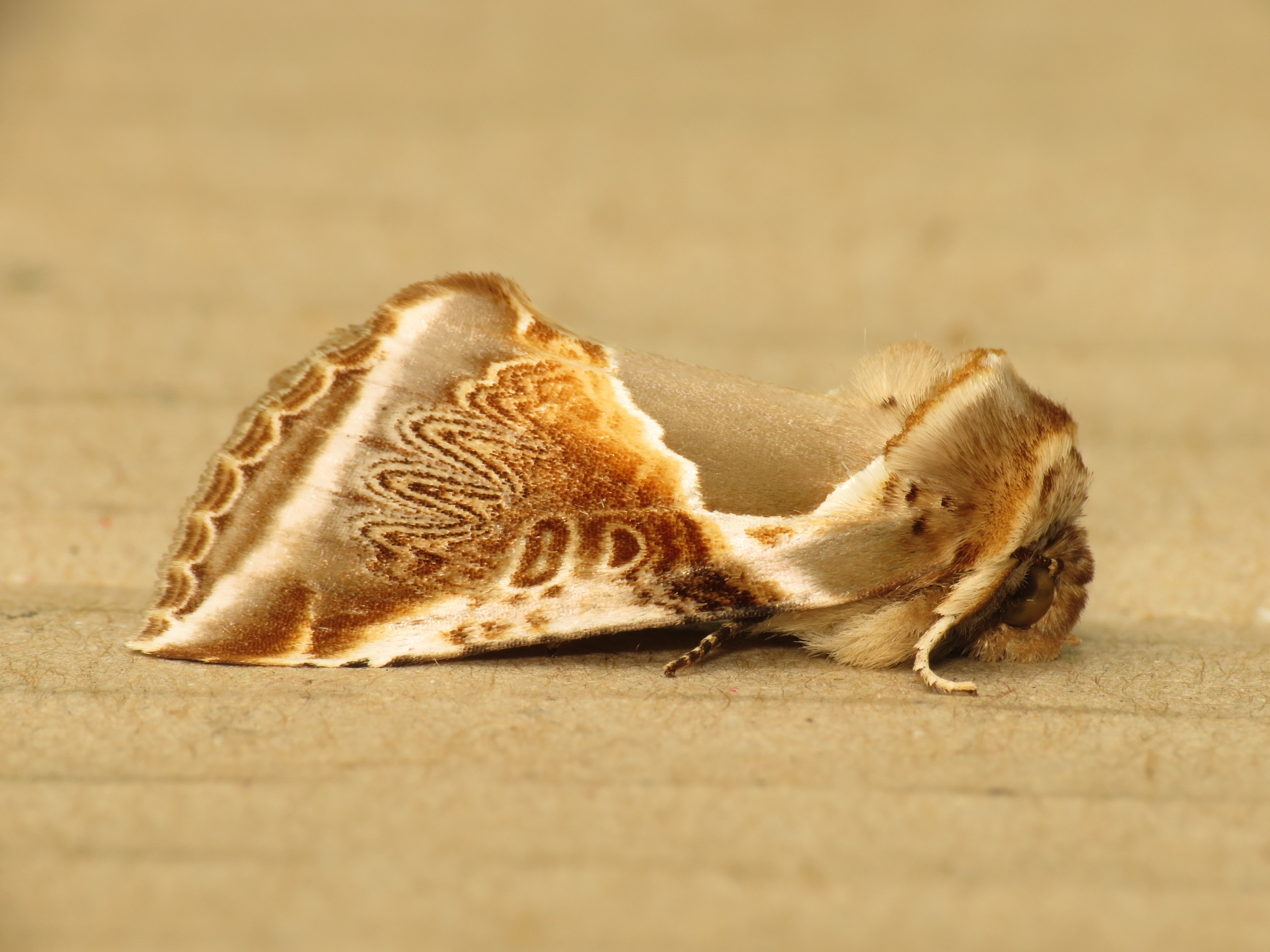
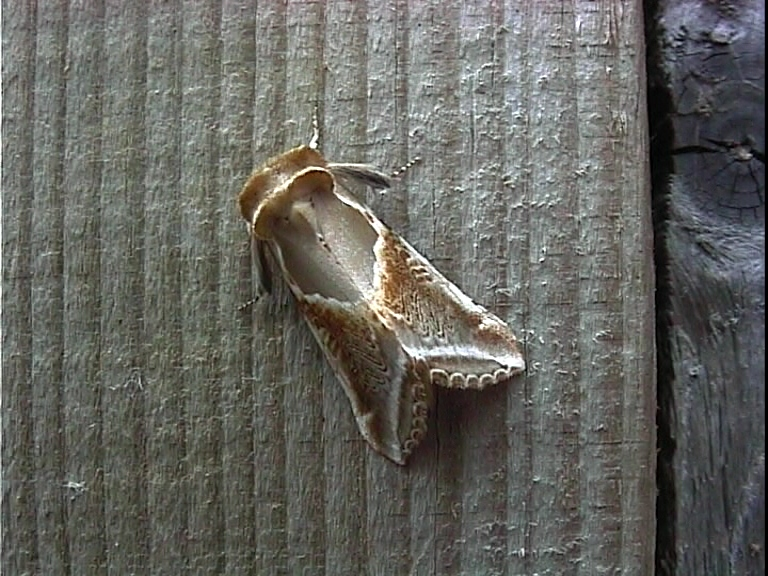
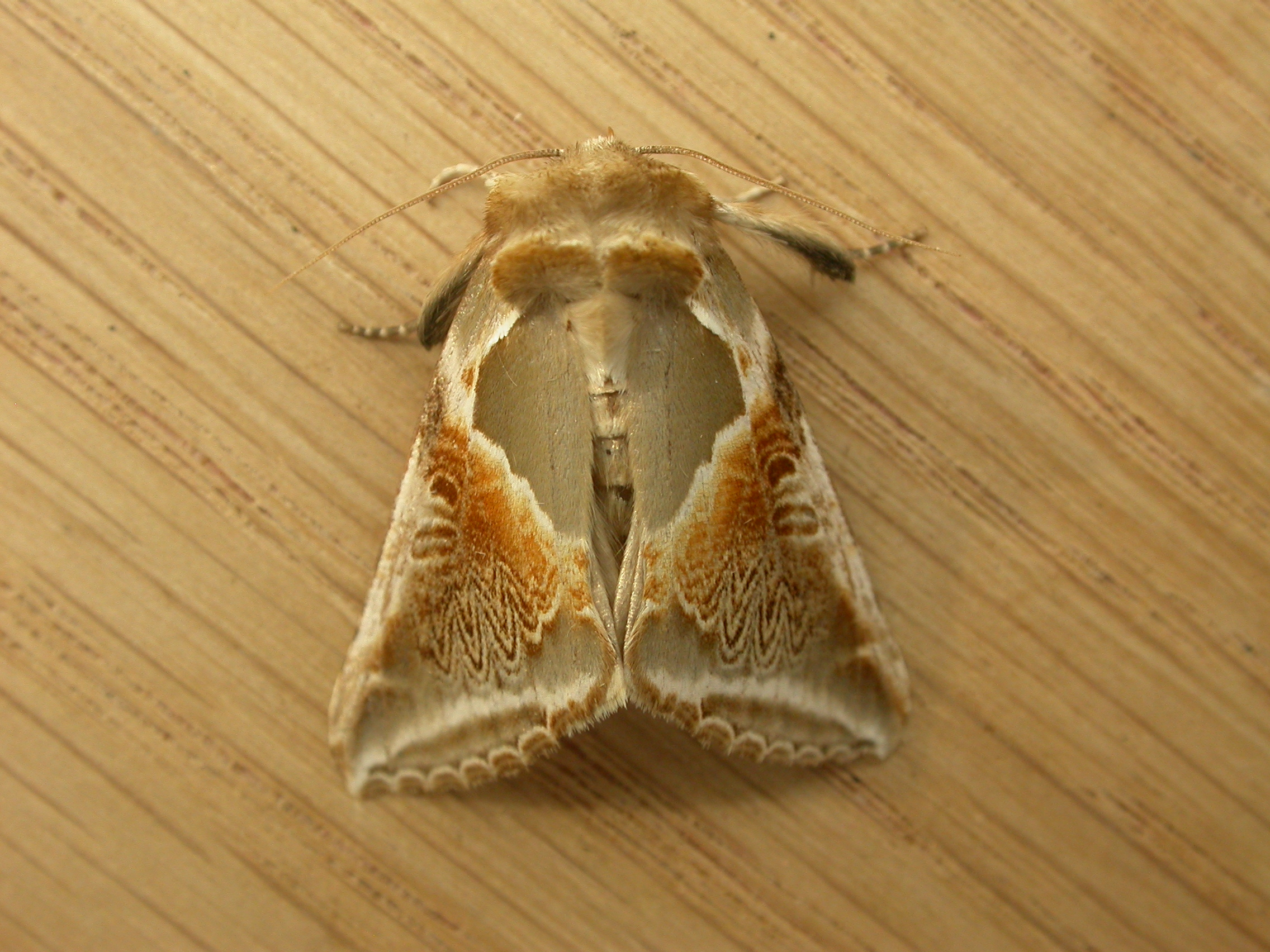
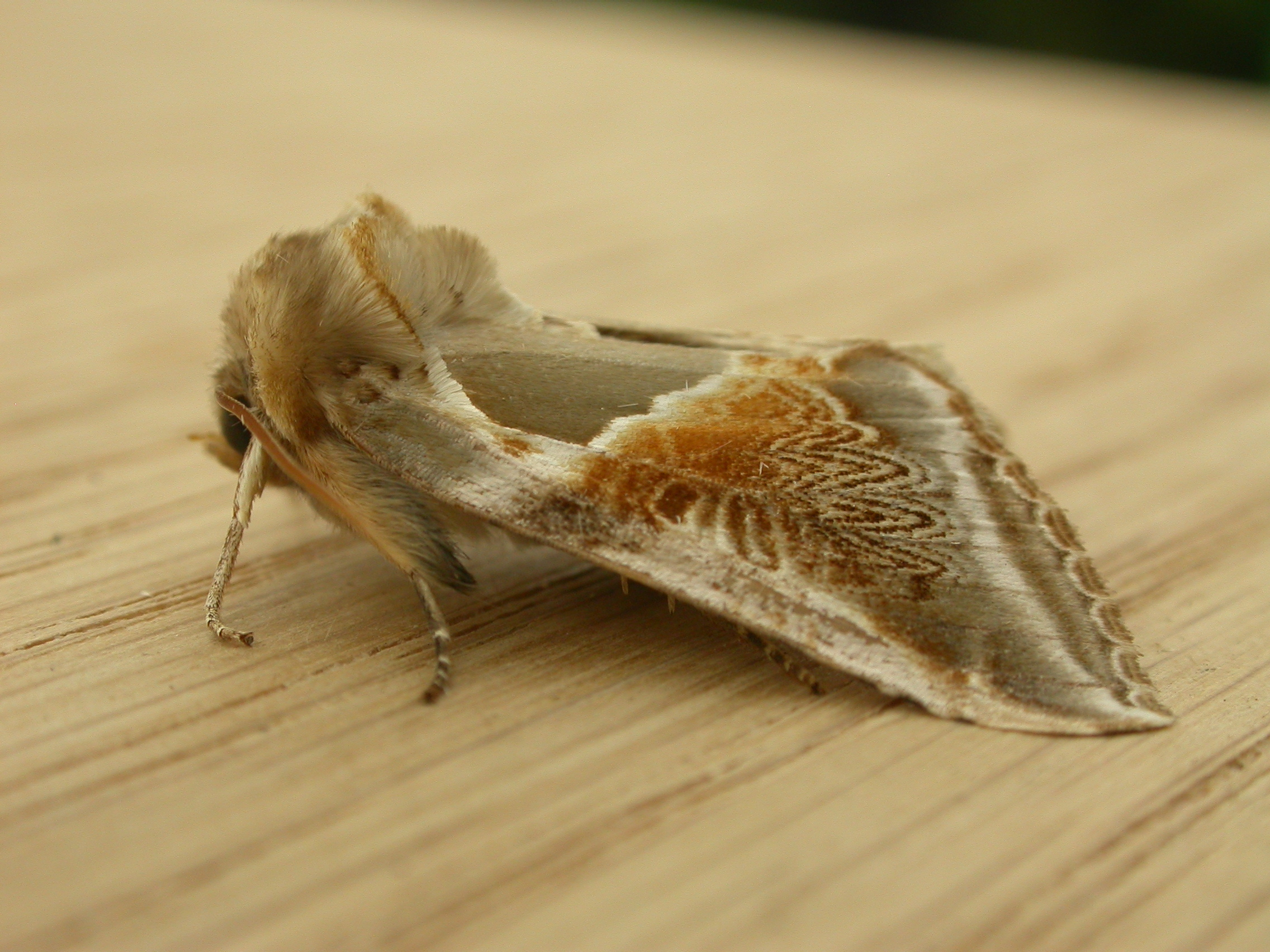